# هان بيرغيوس
هان بيرغيوس (بالألمانية: Hanne Bergius)‏ هي مؤرخة الفن وأستاذة جامعية ألمانية، ولدت في 1947 في هرتسبرغ آم هارتس في ألمانيا.